# Bel canto
A bel canto egy olasz operai kifejezés (jelentése: szép ének), amely olyan éneklési technikát jelent, ami a tökéletes dallamformálást helyezi az előadás középpontjába. A hang mozgékonyságán, a hangképzés kiegyenlítettségén alapul. A zeneszerzők az énekhangot már-már instrumentumként használták. A bel canto operákban gyönyörű áriák szólaltak meg. Hosszú időn át magába foglalta a rögtönzés és a díszítés művészetét is, később az énekes szólam rögzült (Gluck, Rossini), majd drámaiság is társult hozzá (Donizetti). Verdinél és a francia nagyoperákban az éneklés már jobban eltávolodott a drámai kifejezés és a deklamáció irányába. Az operai történetek drámaiságának kihangsúlyozását a végül a zenei verizmus valósította meg.
A bel canto 17-19. században volt a legnépszerűbb, főleg az olasz operában, kiváltképpen a nápolyi iskolában. Híres bel canto áriák például Norma cavatinája (Bellini), Malatesta és Don Pasquale kettőse Donizetti: Don Pasquale) vagy Nemorino románca a Szerelmi bájitalból (Donizetti), a rágalomária Rossini A sevillai borbély című operájából.
A bel canto aranykora 1805-1830 közöttre tehető, amikor a stílus legnevesebb zeneszerzői alkottak:
- Vincenzo Bellini
- Gaetano Donizetti
- Gioachino Rossini